# Werner-Aßmann-Halle
Die Werner-Aßmann-Halle ist eine Sporthalle in Eisenach im Wartburgkreis in Thüringen. Sie ist die Heimspielstätte des Handball-Bundesligisten ThSV Eisenach. Namensgeber ist der deutsche Handballspieler Werner Aßmann.

## Lage
Die Halle befindet sich zusammen mit weiteren Sport- und Freizeiteinrichtungen nordwestlich des Stadtzentrums auf dem Gelände der Katzenaue am Fuße der Michelskuppe und unweit der Hörsel. Neben der Halle liegt das Wartburg-Stadion.

## Halle
Eröffnet wurde die Halle am 25. April 1984 mit dem Namen Sporthalle Katzenaue. Bei der Eröffnung wurde dem damaligen Kapitän der Handballmannschaft, Rainer Osmann, symbolisch der Hallenschlüssel übergeben. Nach 1989 wurde die Halle nach dem Eisenacher Handballspieler Werner Aßmann benannt. 1997 erfolgte ein erster Umbau der Halle, um die damaligen Standards der Handball-Bundesliga zu erfüllen. Dabei erhielt die Halle ihre heutige Südfassade. Bei weiteren Umbauten 2023 erhielt die Halle unter anderem eine zusätzliche Tribüne.
Durch die besondere Akustik der Halle in Verbindung mit den enthusiastischen Fans gilt die Halle als eine der lautesten Spielstätten der Handball-Bundesliga und brachte ihr den Beinamen Aßmann-Hölle ein.
Zukünftig sollen die Heimspiele des ThSV Eisenach in der aus- und umgebauten früheren Industriehalle O1 stattfinden. Die Fertigstellung ist für Ende 2026 vorgesehen.